# Tristagma hirtellum
Tristagma hirtellum är en amaryllisväxtart som först beskrevs av Carl Sigismund Kunth, och fick sitt nu gällande namn av Hamilton Paul Traub. Tristagma hirtellum ingår i släktet Tristagma och familjen amaryllisväxter. Inga underarter finns listade i Catalogue of Life.